# تاريخ الذئاب في يلوستون

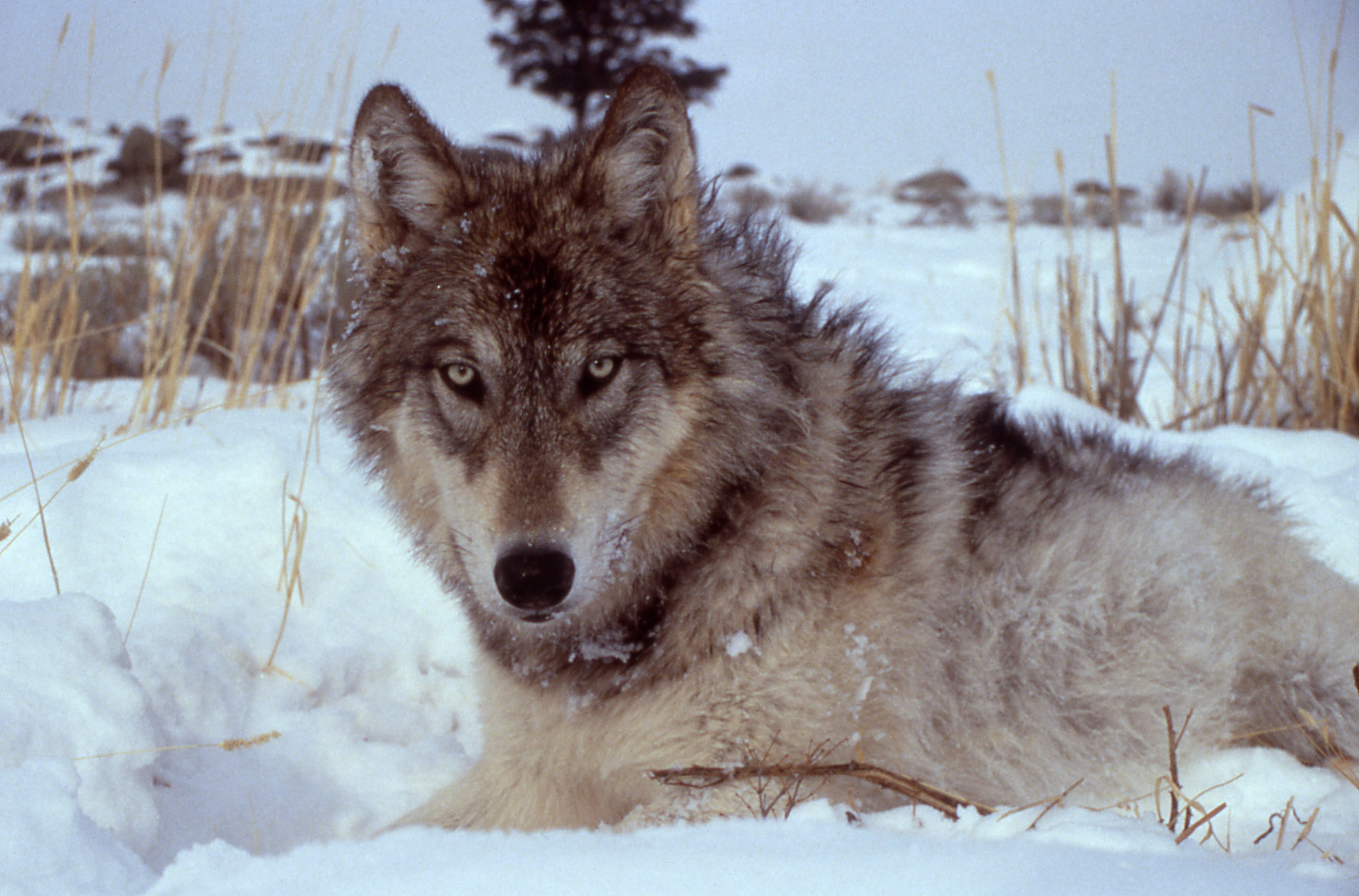
الذئب بعد إعادة تقديمه

تاريخ الذئاب في يلوستون يتضمن القضاء على الذئاب، واختفاؤها، ثم إعادة إدخالها من جديد إلى الحديقة الوطنية يلوستون ونظام يلوستون البيئي الأكبر. عندما تم إنشاء الحديقة الوطنية عام 1872، كانت أعداد الذئاب الرمادية (Canis lupus) قد بدأت بالفعل في التناقص في ولايات مونتانا ووايومنغ وأيداهو.
لم يوفر إنشاء الحديقة حينها أي حماية للذئاب أو غيرها من الحيوانات المفترسة، بل ساهمت برامج الحكومة لمكافحة المفترسات في العقود الأولى من القرن العشرين في القضاء فعليًا على الذئب الرمادي من يلوستون. تم قتل آخر الذئاب في يلوستون عام 1926. وبعد ذلك، وردت تقارير متفرقة عن ظهور الذئاب، لكن العلماء أكدوا في منتصف القرن العشرين أن أعداد الذئب الرمادي لم تعد مستدامة، وأنه قد اختفى تمامًا من يلوستون ومن 48 ولاية أمريكية أخرى.
في بداية خمسينيات القرن العشرين، بدأ مسؤولو الحديقة وعلماء الأحياء والمحافظون على البيئة والنشطاء البيئيون حملة ستتحول في النهاية إلى مسعى لإعادة إدخال الذئب الرمادي إلى منتزه يلوستون الوطني. عندما صدر "قانون الأنواع المهددة بالانقراض" عام 1973، أصبح الطريق القانوني لإعادة إدخال الذئاب واضحًا. وفي عام 1995، تمت إعادة إدخال الذئاب الرمادية إلى يلوستون في وادي لامار. قد ظلت عملية إعادة إدخال الذئاب إلى يلوستون موضع جدل لفترة طويلة، مثلها مثل محاولات إعادة إدخال الذئاب في مناطق أخرى من العالم.